# 11月1日
11月1日是阳历一年中的第305天（闰年第306天），离全年的结束还有60天。

## 大事记

### 17世纪以前
- 365年：为了抵御跨越莱茵河的阿勒曼尼人的攻势，罗马皇帝瓦伦提尼安一世率军前往巴黎以防守高卢。
- 1141年：玛蒂尔达皇后对英国的统治结束，斯蒂芬回归王位。
- 1179年：法国国王腓力二世加冕。
- 1512年：義大利文藝復興時期畫家米開朗基羅在西斯廷禮拜堂完成壁畫《創世紀》的繪製工作。
- 1520年：葡萄牙探險家斐迪南·麥哲倫率領艦隊駛入南美洲與火地群島間的海峽，其後被命名為「麥哲倫海峽」。

### 17世紀
- 1611年：威廉·莎士比亚的最后一部戏剧作品《暴風雨》在伦敦怀特霍尔宫上演。
- 1612年：俄罗斯混乱时期期间，俄罗斯领袖德米特里·波扎尔斯基将波兰部队赶出基泰格羅德。
- 1688年：光荣革命期间，奥兰治亲王威廉从荷兰海勒富茨勒伊斯出发，应邀前往英国从詹姆斯二世手中夺取王位。

### 18世紀

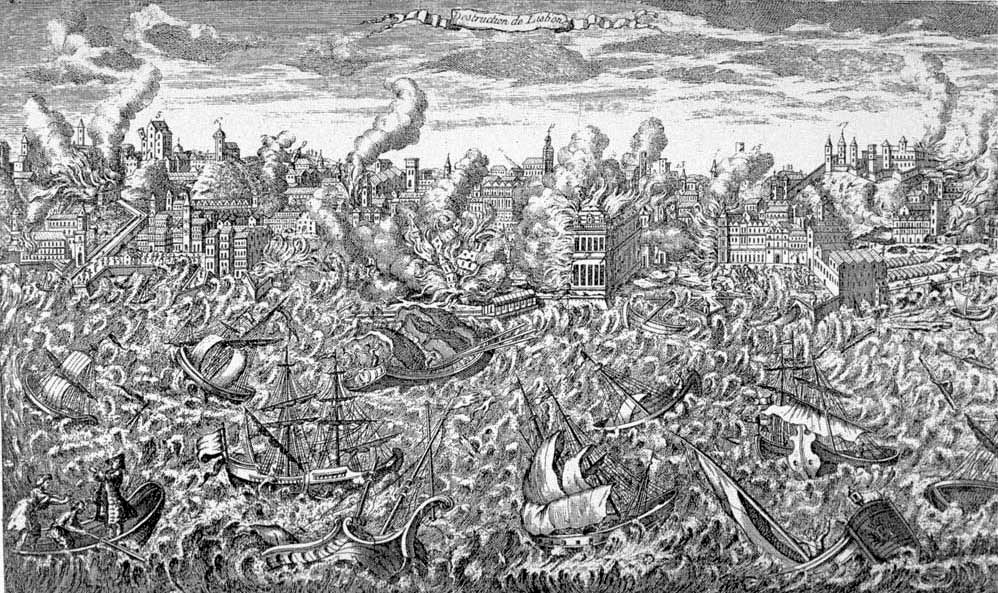
1755年：葡萄牙里斯本大地震

- 1755年：葡萄牙里斯本近海發生Mw9.0的強烈地震，造成約10萬人死亡，並促成往後地震學與地震工程的發展。
- 1756年：英国议会通过印花法令，从十三殖民地征税以赔偿北美军事费用。
- 1800年：约翰·亚当斯成为美国历史上首位住进白宫的总统。

### 19世纪
- 1805年：第三次反法同盟战争中，拿破仑一世入侵奥地利。
- 1814年：拿破崙戰爭结束后，列强们于维也纳会议重新规划欧洲各国边界。
- 1848年：首个女性医学院于麻薩諸塞州波士顿建立。
- 1870年：美国气象局公布首次气象预测。
- 1894年：尼古拉二世继承其父亚历山大三世为俄罗斯帝国沙皇。
- 1897年：美国国会图书馆首次向公众开放。
- 1897年：尤文图斯足球俱乐部于都灵成立。

### 20世紀
- 1918年：巴纳特共和国成立。
- 1920年：日本明治神宫启用。
- 1922年：凯末尔宣布废除苏丹制。
- 1923年：中国共产党建立上海书店（1926年停业）。
- 1928年：國民政府成立中央银行，宋子文出任首任总裁。
- 1928年：土耳其共和国通过法令，将土耳其语官方书写方式从阿拉伯字母改为基于拉丁字母的土耳其语字母。
- 1931年：赣南会议展开。
- 1936年：墨索里尼宣布羅馬-柏林軸心成立。
- 1937年：西南联合大学前身长沙临时大学开学。西南联大校庆日。
- 1939年：曼哈顿内部的私人建筑群洛克斐勒中心建成。
- 1943年：美国海军陆战队登陆所罗门群岛西部的布干维尔岛，开始奧古斯塔皇后灣海戰。
- 1943年：日本遞信省、鐵道省、商工省和企劃院廢止，改組為運輸通信省、軍需省及農商務省。
- 1945年：澳大利亚加入联合国。
- 1946年：NBA于加拿大多伦多举行首场比赛。
- 1949年：中国科学院成立。
- 1949年：中华人民共和国最高人民检察院前身中央人民政府最高人民检察署开始正式办公。
- 1952年：美國进行第一颗氢弹试验。
- 1954年：法屬阿爾及利亞民族解放陣線起兵反抗法國統治，阿爾及利亞戰爭爆發。
- 1955年：越南戰爭爆發。
- 1957年：连接美国密歇根州上下两个半岛的麦基诺大桥正式开通，成为当时世界上最长的悬索桥。
- 1958年：中华人民共和国与摩洛哥建交。
- 1959年：中国一拖集团前身第一拖拉机制造厂投入生产。
- 1963年：1963年南越政变发生，越南共和国一批军官推翻了总统吴廷琰。
- 1973年：香港警察警司韓德被控貪污罪名成立，判入獄一年。
- 1976年：日本的三麗鷗公司創造的卡通人物Hello Kitty問世。
- 1980年：中華民國消費者文教基金會在台北市成立。
- 1981年：安提瓜和巴布达宣布独立。
- 1982年：本田技研工业在美国设厂，成为第一个在美国生产汽车的亚洲公司。
- 1984年：中华人民共和国与阿拉伯联合酋长国建立外交关系。
- 1993年：由12個歐洲共同體國家共同簽署的《馬斯垂克條約》生效，歐洲聯盟正式成立。
- 1996年：波蘭前總統萊赫·瓦文薩於中華民國立法院發表演說。
- 2000年：塞尔维亚和黑山加入联合国。

### 21世紀
- 2003年：北京五环路全线通车。
- 2007年：台灣開放550CC以上大型重型機車行駛全台快速道路及高架路段。
- 2010年：中华人民共和国第六次全国人口普查正式开始入户登记。
- 2011年：中国载人航天工程总指挥、总装备部部长常万全宣布“神舟八号”发射成功。

## 出生
- 846年：路易二世，西法蘭克國王（879年逝世）
- 863年：路易三世，西法蘭克國王（882年逝世）
- 1339年：魯道夫四世，哈布斯堡王朝的奧地利大公（1365年逝世）
- 1351年：利奧波德三世，哈布斯堡王朝的奧地利大公（1386年逝世）
- 1596年：皮埃特羅·達·科爾托納，義大利雕塑家、建築師、畫家（1669年逝世）
- 1636年：尼古拉·布瓦洛，法國詩人、作家、文藝批評家（1711年逝世）
- 1757年：安东尼奥·卡诺瓦，義大利新古典主義雕塑家（1822年逝世）
- 1762年：斯賓塞·珀西瓦爾，英國政治人物，前任英國首相（1812年逝世）
- 1773年：奧地利-埃斯特的瑪麗亞·特麗莎，撒丁尼亞王后（1832年）
- 1778年：古斯塔夫四世·阿道夫，最後一個統治芬蘭的瑞典君主（1837年逝世）
- 1793年：約翰·弗里德里希·馮埃施朔爾茨，俄羅斯博物學家（1831年逝世）
- 1815年：克劳福德·朗，美國外科醫生，首次使用乙醚作為麻醉劑的醫師（1878年逝世）
- 1880年：阿爾弗雷德·韋格納，德國地質學家，提出大陸漂移學說（1930年逝世）
- 1880年：塔德，美國水利專家，黃河工程顧問（1974年逝世）
- 1886年：萩原朔太郎，日本作家、詩人（1942年逝世）
- 1890年：吉岡安直，日本陸軍中將（1947年逝世）
- 1892年：科比納·謝克伊，英屬黃金海岸民族主義律師、政治人物、作家（1956年逝世）
- 1902年：歐根·約胡姆，德國指揮家（1987年逝世）
- 1907年：吳永剛，中國導演（1982年逝世）
- 1911年：施平，中国政治家，超級人瑞 （2024年逝世）
- 1911年：亨利·特罗亚，法國作家（2007年逝世）
- 1915年：方奕輝，香港高級警官（1997年逝世）
- 1923年：維多利亞·德·洛斯·安赫萊斯，西班牙籍歌劇女高音演唱家（2005年逝世）
- 1924年：苏莱曼·德米雷尔，土耳其政治人物，7次出任土耳其總理，1993年任第9任土耳其總統（2015年逝世）
- 1931年：約瑟夫·古弗羅恩德，以色列摔跤裁判（1972年逝世）
- 1931年：菊池俊輔，日本作曲家（2021年逝世）
- 1933年：楊子敬，台灣警察，曾任內政部刑事警察局局長
- 1935年：爱德華·萨义德，國際文學理論家、批評家、樂評家、歌劇學者和鋼琴家，後殖民理論創始人，巴勒斯坦立國運動活躍分子 （2003年逝世）
- 1935年：謝芳，中國女演員（2024年逝世）
- 1935年：蓋瑞·普萊爾，南非高球運動員，高球全滿貫選手
- 1936年：服部克久，日本作曲家、編曲家（2020年逝世）
- 1936年：龟井静香，日本政治家
- 1943年：雅克·阿塔利，法國經濟學家
- 1944年：拉菲克·哈里里，黎巴嫩政治家，第41、43任黎巴嫩總理（2005年逝世）
- 1946年：張高麗，中國政治人物，前任中華人民共和國國務院副總理
- 1950年：阿布都魯甫·普拉提，中國語言學家
- 1950年：羅伯特·勞夫林，美國物理學家，1998年諾貝爾物理學獎得主
- 1951年：謝雪心，香港粵劇、影視演員
- 1952年：古屋圭司，日本政治人物，現任日本眾議院議員
- 1953年：羅致光，香港政治人物，曾任社會福利界立法會議員、勞工及福利局局長。
- 1953年：石丸謙二郎，日本演員、配音員
- 1958年：查理·卡夫曼，美國編劇、監製、導演
- 1959年：安奭奐，韓國男演員
- 1959年：原榮里子，日本女性聲優
- 1960年：甘乃威，香港政界人物
- 1960年：提姆·庫克，美國企業家，蘋果公司現任執行長
- 1960年：費南多·瓦倫祖拉，墨西哥職業棒球運動員
- 1961年：王瑞杰，新加坡人民行动党政界人物
- 1963年：马克·休斯，威爾斯足球運動員、現役主教練
- 1965年：袁鳳瑛，香港女歌手
- 1966年：周春米，臺灣政治人物，現任屏東縣縣長
- 1966年：，英國政治人物，現任英國財政大臣
- 1967年：洪敬堯，台灣歌手
- 1968年：陳昭榮，台灣演員
- 1968年：朴新陽，韓國男演員
- 1970年：埃里克·斯波爾斯特拉，美國籃球教练
- 1972年：胡海峰，中國政治人物
- 1972年：，澳洲女演員、歌手
- 1973年：李大双，中國體操運動員
- 1973年：李小双，中國體操運動員
- 1973年：楊丹，中國天气預报主持人
- 1973年：艾西瓦娅·雷，印度女模特兒、演員
- 1978年：郝蕾，中國女演員
- 1978年：乔振宇，中國演員
- 1979年：榎本溫子，日本女性聲優
- 1980年：穆罕默德·本·阿卜杜勒拉赫曼·阿勒薩尼，卡達外交官、經濟學家、政治人物，現任卡達首相
- 1982年：烏馬爾·克列姆廖夫，俄羅斯體育界人士、慈善家
- 1983年：小倉優子，日本女性寫真偶像
- 1983年：SoulJa，日本男歌手
- 1984年：楊佳運，台灣搖滾樂團八三夭團長兼鍵盤手
- 1984年：劉秉賓，香港男藝人
- 1984年：娜塔莉·提娜，英國女演員、音樂家
- 1986年：潘·巴奇利，美國男演員
- 1987年：艾莉安娜·迪古斯，印度女演員
- 1988年：林雨宣，台灣歌手
- 1988年：福原愛，日本乒乓球運動員
- 1988年：田中將大，日本棒球選手
- 1989年：周殷廷，香港男歌手
- 1989年：薩米爾·艾特·賽義德，法國男子競技體操運動員
- 1991年：江鈺源，中國體操運動員
- 1991年：安東尼·拉莫斯，美國男演員、歌手、作曲家
- 1994年：黎寬怡，香港女演員
- 1996年：吳冰，香港演員、YouTuber
- 1996年：金旻載，韓國男演員
- 1996年：俞定延，韓國女子偶像團體TWICE成員
- 1996年：丹妮拉·梅爾基奧，葡萄牙女演員
- 1998年：埃琳·安多，菲律賓女子舉重運動員
- 1998年：洪智惠，韓國女子樂團QWER成員
- 1999年：葉宏蔚，台灣女子羽球運動員
- 1999年：渡邊米麗愛，日本女子偶像團體乃木坂46成員
- 2000年：文凱婷，香港女藝人
- 2008年：韓抒縝，韓國女演員
- 生年不詳：西田雅一，日本男性聲優
- 生年不詳：關根有咲，日本女性聲優

## 逝世
- 1127年：張邦昌，北宋末年大臣，靖康之變後曾被金國封為32天的大楚皇帝（1081年出生）
- 1322年：答己太皇太后，元朝皇太后，太皇太后，元武宗和元仁宗之母（出生年不詳）
- 1463年：大卫，特拉比松帝国末代皇帝（1408年出生）
- 1546年：朱利奥·罗马诺，意大利画家（1499年出生）
- 1548年：夏言，明朝政治人物（1482年出生）
- 1700年：卡洛斯二世，哈布斯堡王朝最后一位西班牙国王（1661年出生）
- 1764年：德川宗春，日本江戶時代大名，尾張藩藩主（1696年出生）
- 1804年：約翰·弗里德里希·格梅林，德國博物學家（1748年出生）
- 1860年：亚历山德拉·费奥多罗芙娜，俄罗斯帝国皇后（1798年出生）
- 1865年：約翰·林德利，英國植物學家（1799年出生）
- 1880年：若澤·帕拉尼奧斯，巴西政治人物、外交官、教育家，前任巴西總理（1819年出生）
- 1894年：亞歷山大三世，俄罗斯帝国沙皇（1845年出生）
- 1919年：約翰·霍夫曼，德國神經學家（1857年出生）
- 1955年：戴尔·卡耐基，美國作家、著名人際關係學大師（1888年出生）
- 1956年：佩特罗·巴多格里奥，義大利軍事將領，第28任義大利首相（1871年出生）
- 1968年：喜饶嘉措，藏傳佛教大格西（1884年出生）
- 1972年：艾兹拉·庞德，美國诗人（1885年出生）
- 1972年：罗伯特·麦克阿瑟，美國生態學家（1930年出生）
- 1982年：櫻井純，日裔美國理論粒子物理學家（1933年出生）
- 1986年：康志强，中国人民解放军中将（1912年出生）
- 1987年：吴先恩，中国人民解放军中将（1907年出生）
- 1993年：塞韦罗·奥乔亚，西班牙裔美國生物化學家，1959年諾貝爾生理學或醫學獎得主（1905年出生）
- 1999年：刘昌毅，中国人民解放军中将（1914年出生）
- 2001年：胡安·博什，多明尼加政治人物、歷史學家、文學家，前任多明尼加總統（1909年出生）
- 2005年：馬鶴凌，中國國民黨主席暨前中華民國總統馬英九的父親（1920年出生）
- 2007年：保罗·蒂贝茨，美国空军准将，执行了于广岛市投放原子弹的任务（1915年出生）
- 2008年：谈家桢，中国遗传学家（1909年出生）
- 2008年：雅克·皮卡尔，瑞士深海探险家（1922年出生）
- 2008年：陳任，香港著名元老級中文唱片騎師（1945年出生）
- 2012年：陈祖德，中国围棋大师（1944年出生）
- 2016年：華盛頓·阿格雷·賈朗歐·奧庫穆，肯亞外交官、政治家、學者、作家（1936年出生）
- 2016年：萊斯特·伯德，安地卡及巴布達政治人物，第2任安地卡及巴布達總理（1938年出生）
- 2021年：亞倫·貝克，美國精神病醫生（1921年出生）
- 2021年：内尔森·弗莱雷，巴西鋼琴家（1944年出生）
- 2022年：馬之秦，臺灣女演員、製作人（1942年出生）
- 2022年：陸樹銘，中國男演員（1956年出生）
- 2022年：呂佩玉，臺灣女性配音員（1965年出生）
- 2023年：鮑勃·奈特，美國籃球教練（1940年出生）
- 2023年：陳慧翎，臺灣電視導演（1975年出生）

## 节假日和习俗
- 世界純素食日
- 西方基督教：諸聖節
- 安地卡及巴布達：独立日
- 阿尔及利亚：革命纪念日
- 印度（东北部）、 、 緬甸：查旺古特
- 印度（恰蒂斯加尔邦）：恰蒂斯加尔邦建立日
- 印度（卡纳塔克邦）：卡纳塔克邦建立日
- 中華民國：商人節
- 美国：国家刷牙日
- 美屬維爾京群島：自由日
- 日本：
  - 計量紀念日
  - 燈台紀念日
  - 自衛隊紀念日
  - 古典之日
  - 點字之日